# Ruth Negga
Ruth Negga (Addisz-Abeba, Etiópia, 1982. január 7. –) Oscar-díjra jelölt, ír-etióp színésznő.

## Élete és pályafutása
Etiópiában született, és négyéves koráig ott nevelkedett. Édesapja etióp orvos, édesanyja ír nővér. Negga édesapja autóbalesetben életét vesztette, a kislányt Írországban, Limerickben nevelte tovább az édesanyja. Negga színművészetet tanult a dublini Trinity Főiskolán, a Samuel Beckett Centerben, majd 2006-ban Londonba költözött. A színházban kezdte karrierjét, első filmes szerepe 2004-ben volt az ír készítésű Capital Lettersben. Ezt követte az Elkülönítve 2005-ben.
Negga meghallgatásra ment a Reggeli a Plútón című filmre, és a rendezőnek annyira elnyerte a tetszését, hogy megváltoztatta érte a forgatókönyvet. Ugyanebben az évben John Malkovichcsel szerepelt a Kubick menetben. Negga a televízióban is felbukkant a  Doktorok, a Criminal Justice és az ír Love Is The Drug című sorozatokban. Két évad részéig alakította Rosie-t a Love/Hate című tévésorozatban, valamint főszerepet kapott a Personal Affairsben. 2011-ben Shirley Bassey-ről készült tévéfilmben alakította az énekesnőt, amivel kiváltotta a kritikusok elismerését.
Hangját kölcsönözte két videójátéknak, az El Shaddai: Ascension of the Metatronban és Dark Souls II-ben. 2013-tól A S.H.I.E.L.D. ügynökeinek stábját gyarapította, 2015-ben pedig megkapta Tulip O'Hare szerepét a Preacher című sorozatban. 2016-ban mutatták be következő filmjét a Lovingot, ami egy fehér férfi és egy fekete nő igaz történetéről szól, akik a törvény ellenére összeházasodnak. Negga alakításáról a kritika pozitívan nyilatkozott, és jelölték Oscar-díjra is. Ugyanebben az évben a Warcraft videójáték filmadaptációjában is szerepelt.
2019-ben Brad Pitt és Tommy Lee Jones mellett játszott az Ad Astra – Út a csillagokba című fantasyfilmben. Neggát BAFTA-díjra, Golden Globe-díjra és Screen Actors Guild-díjra jelölték A látszat ára című 2021-es produkcióban való alakításáért.

## Magánélete
Negga Dominic Cooperrel volt párkapcsolatban 2010-től 2016-ig, aki szintén színész és főként a Mamma Mia! című zenés film Sky-jaként ismert. A pár együtt szerepelt a Preacher című tévésorozatban is.

## Filmográfia

### Film
| Év   | Magyar cím                  | Eredeti cím                    | Szerep                             | Magyar hang        |
| ---- | --------------------------- | ------------------------------ | ---------------------------------- | ------------------ |
| 2004 |                             | Capital Letters                | Taiwo                              |                    |
| 2005 | Reggeli a Plútón            | Breakfast on Pluto             | Charlie                            |                    |
| 2005 | Elkülönítve                 | Isolation                      | Mary                               |                    |
| 2005 | Kubrick menet               | Colour Me Kubrick              | Lolita (nincs a stáblistán)        |                    |
| 2009 |                             | National Theatre Live: Phèdre  | Aricia                             |                    |
| 2010 |                             | National Theatre Live: Hamlet  | Ophelia                            |                    |
| 2011 |                             | Shirley                        | Shirley Bassey                     |                    |
| 2012 |                             | The Samaritan                  | Iris                               |                    |
| 2013 | Z világháború               | World War Z                    | orvos az Egészségügyi Szervezetnél | Bogdányi Titanilla |
| 2013 | Jimi: All Is by My Side     | Jimi: All Is by My Side        | Ida                                | Csuha Bori         |
| 2014 |                             | Noble                          | Joan                               |                    |
| 2014 |                             | Of Mind and Music              | Jessica                            |                    |
| 2014 |                             | The Money                      | Erin Foley                         |                    |
| 2015 |                             | Iona                           | Iona                               |                    |
| 2016 | Loving                      | Loving                         | Mildred                            | Nemes Takách Kata  |
| 2016 | Warcraft: A kezdetek        | Warcraft                       | Lady Taria                         | Nemes Takách Kata  |
| 2017 |                             | Angela's Christmas (rövidfilm) | anya (hangja)                      |                    |
| 2019 | Ad Astra – Út a csillagokba | Ad Astra                       | Helen Lantos                       | Tarr Judit         |
| 2021 | A látszat ára               | Passing                        | Clare Kendry                       | Sodró Eliza        |
| 2023 | Édes búcsú                  | Good Grief                     | Sophie                             | Szinetár Dóra      |

### Televízió
| Év        | Magyar cím              | Eredeti cím            | Szerep             | Megjegyzések                                                                                                 |
| --------- | ----------------------- | ---------------------- | ------------------ | --- |
| 2004      | Doktorok                | Doctors                | Wanda Harrison     | 1 epizód |
| 2004      |                         | Love Is the Drug       | Lisa Sheeren       | 4 epizód |
| 2008      |                         | Criminal Justice       | Melanie Lloyd      | 5 epizód |
| 2009      |                         | Personal Affairs       | Doris Siddiqi      | minisorozat (5 epizód)                                                                                       |
| 2010      |                         | Five Daughters         | Rochelle           | minisorozat (3 epizód)                                                                                       |
| 2010      | Kívülállók              | Misfits                | Nikki              | 6 epizód |
| 2010      |                         | The Nativity           | Leah               | minisorozat (4 epizód)                                                                                       |
| 2010–2011 |                         | Love/Hate              | Rosie              | 8 epizód |
| 2012      |                         | Secret State           | Agnes Evans        | minisorozat (4 epizód)                                                                                       |
| 2013–2018 | A S.H.I.E.L.D. ügynökei | Agents of S.H.I.E.L.D. | Raina              | - 18 epizód - magyar hangja:[forrás?] - Gáspár Kata                                                          |
| 2016–2019 | Preacher                | Preacher               | Tulip O'Hare       | - főszereplő és vezető producer - magyar hangja: - Nemes Takách Kata (1., 3–4. évad) - Gáspár Kata (2. évad) |
| 2016–2019 | Preacher                | Preacher               | Lucy O'Hare-Custer | 1 epizód |
| 2024      | Ártatlanságra ítélve    | Presumed Innocent      | Barbara Sabich     | főszereplő                                                                                                   |

## Fontosabb díjak és jelölések
| Film                        | Díj | Eredmény |
| --------------------------- | --- | -------- |
| Reggeli a Plútón            | IFTA-díj a legjobb női mellékszereplőnek | Jelölve  |
| Elkülönítve                 | IFTA-díj a legjobb női főszereplőnek | Jelölve  |
| Love/Hate                   | IFTA-díj a legjobb női televíziós mellékszereplőnek | Jelölve  |
| Kívülállók                  | IFTA-díj a legjobb női televíziós mellékszereplőnek | Jelölve  |
| Shirley                     | IFTA-díj a legjobb női televíziós főszereplőnek | Elnyerte |
| Secret State                | IFTA-díj a legjobb női televíziós mellékszereplőnek | Jelölve  |
| A S.H.I.E.L.D. ügynökei     | IFTA-díj a legjobb női mellékszereplőnek drámasorozatban | Jelölve  |
| Iona                        | BAFTA Skócia-díj a legjobb női főszereplőnek | Jelölve  |
| Loving                      | BAFTA-díj a legjobb új színésznőnek | Jelölve  |
| Loving                      | Golden Globe-díj a legjobb női főszereplőnek – filmdráma | Jelölve  |
| Loving                      | IFTA-díj a legjobb női főszereplőnek | Elnyerte |
| Loving                      | Oscar-díj a legjobb női főszereplőnek | Jelölve  |
| Preacher                    | 2017: IFTA-díj a legjobb női főszereplőnek drámasorozatban 2018: IFTA-díj a legjobb női főszereplőnek drámasorozatban 2020: IFTA-díj a legjobb női főszereplőnek drámasorozatban | Jelölve  |
| Angela karácsonyi kívánsága | Daytime Emmy-díj a legjobb előadónak animációs sorozatban | Jelölve  |
| A látszat ára               | BAFTA-díj a legjobb női mellékszereplőnek | Jelölve  |
| A látszat ára               | Golden Globe-díj a legjobb női mellékszereplőnek | Jelölve  |
| A látszat ára               | Screen Actors Guild-díj a legjobb női mellékszereplőnek | Jelölve  |
| Ártatlanságra ítélve        | Prime Emmy-díj a legjobb női mellékszereplőnek (minisorozat vagy tévéfilm) | Jelölve  |